# Frank Ullrich
Frank Ullrich (Trusetal, 24 gennaio 1958) è un ex biatleta e allenatore di biathlon tedesco.
Durante la sua carriera agonistica ha gareggiato per la nazionale tedesca orientale.

## Biografia

### Carriera da atleta
Figlio di un giudice di biathlon, la sua prima apparizione ad alto livello risale nel 1967, quando partecipò ai Campionati nazionali tedeschi orientali. Nel 1972 giunse secondo nella cinque chilometri alle Spartachiadi e nel 1975 divenne campione del mondo juniores nella staffetta.
A diciotto anni debuttò alle Olimpiadi: a Innsbruck 1976 vinse subito la medaglia di bronzo nella staffetta. Quattro anni a dopo, a Lake Placid 1980, furono solo Anatolij Aljab'ev e la sua Unione Sovietica a impedirgli di vincere tre ori su tre; vinse tuttavia l'oro nella sprint e l'argento nell'inseguimento e nella staffetta. A Sarajevo 1984 deluse, mancando la medaglia in tutte le gare (5º in individuale, 17º in sprint, 4º in staffetta).

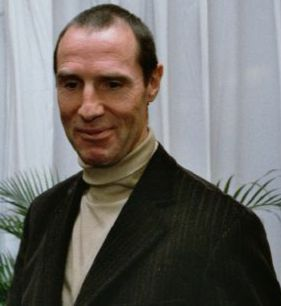
Frank Ullrich a Ruhpolding nel 2005

Da Hochfilzen 1978 ad Anterselva 1983 fu tra i dominatori dei Mondiali, vincendo nove ori, quattro argenti e un bronzo). In Coppa del Mondo vinse quattro trofei (1978, 1980, 1981 e 1982), arrivò secondo nel 1979 dietro al compagno di squadra Klaus Siebert e terzo nel 1983.
Ullrich non riuscì ad adattarsi al passaggio dalla tecnica classica alla tecnica libera, concludendo così anzitempo la sua carriera di biatleta, a poco più di 25 anni.

### Carriera da allenatore
Ullrich a 29 anni divenne l'allenatore della nazionale della Germania Orientale, nel 1987; dopo la riunificazione della Germania assunse l'incarico di tecnico della squadra maschile. Come allenatore della squadra tedesca ha contribuito alla vittoria delle Coppe del Mondo di Sven Fischer e Michael Greis e ai tanti ori olimpici e mondiali, crescendo anche atleti come, tra gli altri, Ricco Groß, Frank Luck, Michael Rösch, Alexander Wolf, Christoph Stephan e Arnd Peiffer.

## Palmarès

### Olimpiadi
- 4 medaglie:
  - 1 oro (sprint[1] a Lake Placid 1980)
  - 2 argenti (individuale[1], staffetta a Lake Placid 1980)
  - 1 bronzo (staffetta a Innsbruck 1976)

### Mondiali
- 14 medaglie:
  - 9 ori (sprint[1], staffetta a Hochfilzen 1978; sprint[1], staffetta a Ruhpolding 1979; sprint[1], staffetta a Lathi 1981; individuale[1], staffetta a Minsk 1982; individuale[1] ad Anterselva 1983)
  - 4 argenti (individuale[1] a Hochfilzen 1978; individuale[1] a Lathi 1981; sprint[1] a Minsk 1982; staffetta ad Anterselva 1983)
  - 1 bronzo (staffetta a Vingrom 1977)

### Mondiali juniores
- 1 medaglia[senza fonte]:
  - 1 oro (staffetta nel 1975)[senza fonte]

### Coppa del Mondo
- Vincitore della Coppa del Mondo nel 1978, nel 1980, nel 1981 e nel 1982